# Telescopus variegatus
Telescopus variegatus är en ormart som beskrevs av Reinhardt 1843. Telescopus variegatus ingår i släktet Telescopus och familjen snokar. Inga underarter finns listade i Catalogue of Life.
Arten förekommer i västra och centrala Afrika från Senegal till Tchad och Kamerun. Den lever i öppna savanner. Honor lägger ägg.
Lokala populationer kan hotas av landskapets omvandling till odlingsmark. Telescopus variegatus är allmänt vanligt förekommande. IUCN kategoriserar arten globalt som livskraftig.